# Гексаметиленбензамид
Гексаметиленбензамид (N,N-гексаметиленбензамид, N-бензоилгексаметиленимин, гексамид), (CH2)6NCOC6H6 — репеллентное вещество против гнуса.

## Физико-химические свойства
Бесцветные кристаллы без запаха. Гексаметиленбензамид нерастворим в воде, растворим в спирте, эфире, ацетоне, бензоле, хлороформе, дизельном топливе.

## Химические свойства
При кипячении с разбавленными растворами кислот и щелочей гексаметиленбензамид образует бензойную кислоту и гексаметиленимин. При нагревании с пентахлоридом фосфора образует (CH2)6Cl2 и C6H5CN. Окисление гексаметиленбензамида водным раствором перманганата калия приводит к ε-бензоиллейцину.

## Получение
Гексаметиленбензамид получают взаимодействием гексаметилинимина с C6H5COCl в присутствии разбавленного раствора гидроксида натрия:
(CH2)6NH + C6H5COCl + NaOH → (CH2)6NCOC6H5 + NaCl + H2O
Практически гексаметиленбензамид получают бензоилированием 40-50%-ной азеотропной смеси гексаметиленимина с водой.

## Применение
Гексаметиленбензамид обладает высокой репеллентной активностью против гнуса. При нанесении на кожу человека отпугивает комаров около 16 часов, опрыскивание 2%-ными водными эмульсиями гексаметиленбензамида сельскохозяйственных животных предохраняет их от укусов комаров и слепней около 3 суток. Ткань, пропитанная гексаметиленбензамидом, отпугивает блох более 5 месяцев.